# Iglesia holandesa protestante reformada colegiada de San Nicolás
La iglesia holandesa protestante reformada colegiada de San Nicolás (en inglés, St. Nicholas Collegiate Reformed Protestant Dutch Church) era una iglesia holandesa protestante reformada en Midtown Manhattan, Nueva York (Estados Unmidos). Era la congregación más antigua de Manhattan hasta su demolición en 1949. Estaba en la esquina noroeste de la Quinta Avenida y la calle 48, cerca del Rockefeller Center. 

## Historia
La iglesia fue construida en 1872 con diseños neogóticos en piedra rojiza por el arquitecto W. Wheeler Smith y "se distingue por una aguja elegantemente ahusada que, según John A. Bradley en el New York Times, 'muchos declaran... la más hermosa de este país.'" La congregación data de 1628.
San Nicolás era la iglesia de la ciudad de Nueva York a la que asistía Theodore Roosevelt, y se celebró un servicio conmemorativo para él el 30 de enero de 1919.
En la década de 1920, durante la construcción del Rockefeller Center, el órgano rector de las Iglesias holandesas protestantes reformadas de Nueva York consideró poner la iglesia a la venta, lo que provocó una campaña de preservación temprana en Nueva York con el ministro de la iglesia Joseph R. Sizoo, argumentando que la iglesia era "un santuario" y que su venta pondría el signo de dólar delante de la cruz. A pesar del éxito inicial, el pastor Malcolm James MacLeod luego renegó de la intención de la iglesia de vender el complejo Rockefeller por hasta 7 millones de dólares. la tensión entre el ministro con la congregación y el cuerpo de gobierno de la iglesia a favor de la venta llevó a la mayoría de la congregación y a Sizoo a irse. El órgano rector volvió a proponer la venta en 1946, y después de un "considerable debate público", se llegó a un acuerdo en 1949. La iglesia fue demolida para dar paso al edificio Sinclair Oil Company en 596 (ahora 600) de la Quinta Avenida.
La campana de la iglesia proviene de Middle Collegiate Church, construida en la década de 1830 en Lafayette Place (ahora Lafayette Street ) después de que fuera abandonada. Después de la demolición de San Nicolás, la campana se trasladó a la New Middle Collegiate Church en Second Avenue, Manhattan.